# St. Clemens (Herrig)

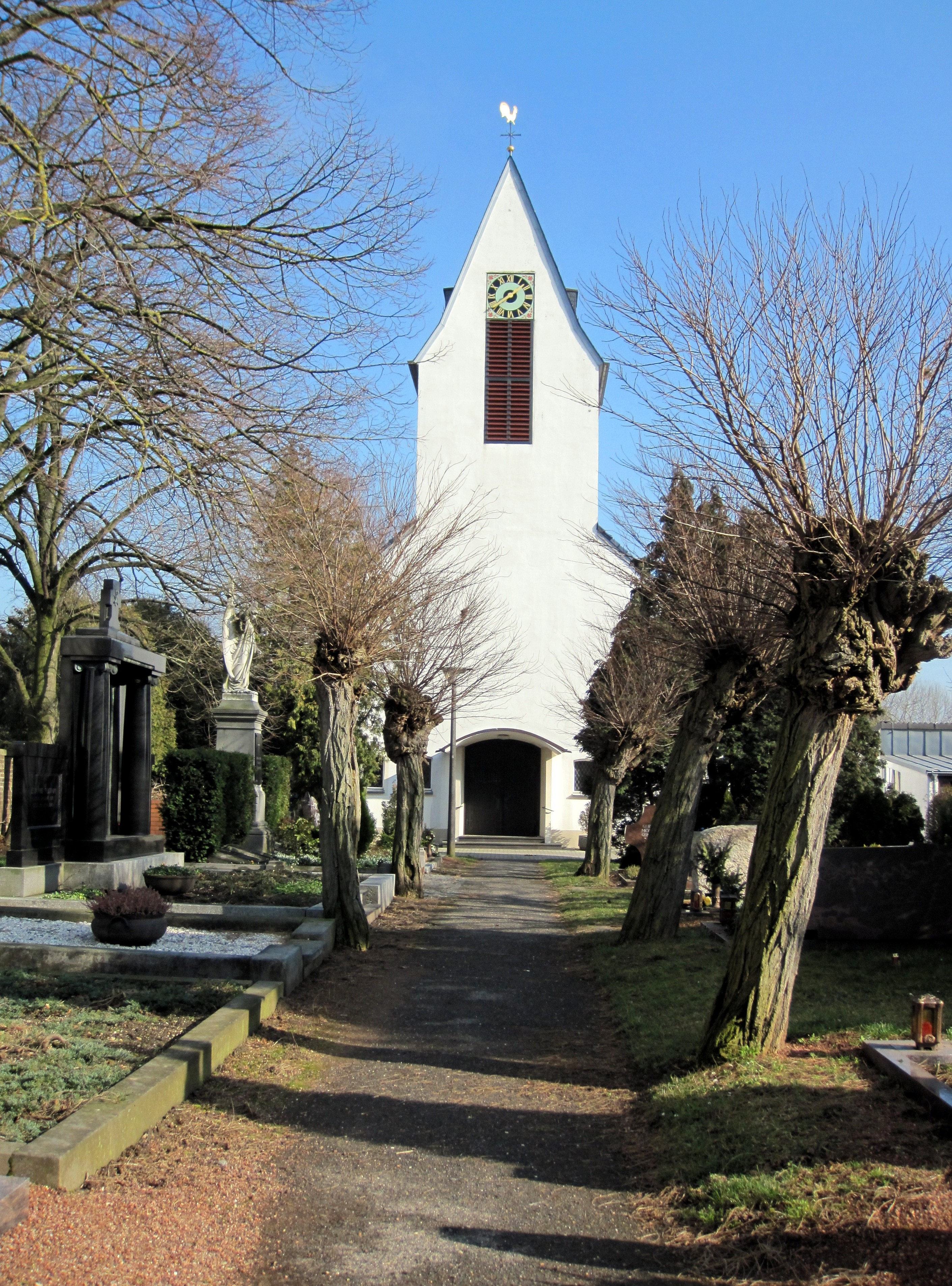
Sankt Clemens

Die unter Denkmalschutz stehende römisch-katholische Pfarrkirche St. Clemens ist das Gotteshaus in Herrig, einem Stadtteil von Erftstadt.

## Geschichte
Schon im Jahre 1463 hatte die Kirchengemeinde Herrig ein Gotteshaus, das dem heiligen Clemens geweiht war. Als Filiale von St. Kilian in Lechenich war sie dem Stift von St. Aposteln in Köln inkorporiert und wurde bis zur Säkularisation von einem Vizekuraten verwaltet. Der Friedhof wurde 1891 erweitert. Von 1892 bis 1893 wurde von dem Kölner Regierungsbaumeister und Architekten Heinrich Krings eine neue Backsteinkirche im neugotischen Stil errichtet, die das Patrozinium der alten Kirche beibehielt.
Sie wurde im Zweiten Weltkrieg bei einem Luftangriff im Jahre 1943 und durch weitere Kriegseinwirkungen Anfang 1945 stark beschädigt. Auf Grund dieser Kriegsschäden erbauten die Architekten Hans Hansen und Karl Friedrich Liebermann 1952 die heutige Kirche neu unter Einbeziehung von erhaltenen Mauern des Vorgängerbaus. Auch der Grundstein der alten Kirche mit der Inschrift LAPIS PRIMARIUS 1892 blieb erhalten.
Die Kirche wurde 1996/1997 grundlegend restauriert.

## Baubeschreibung

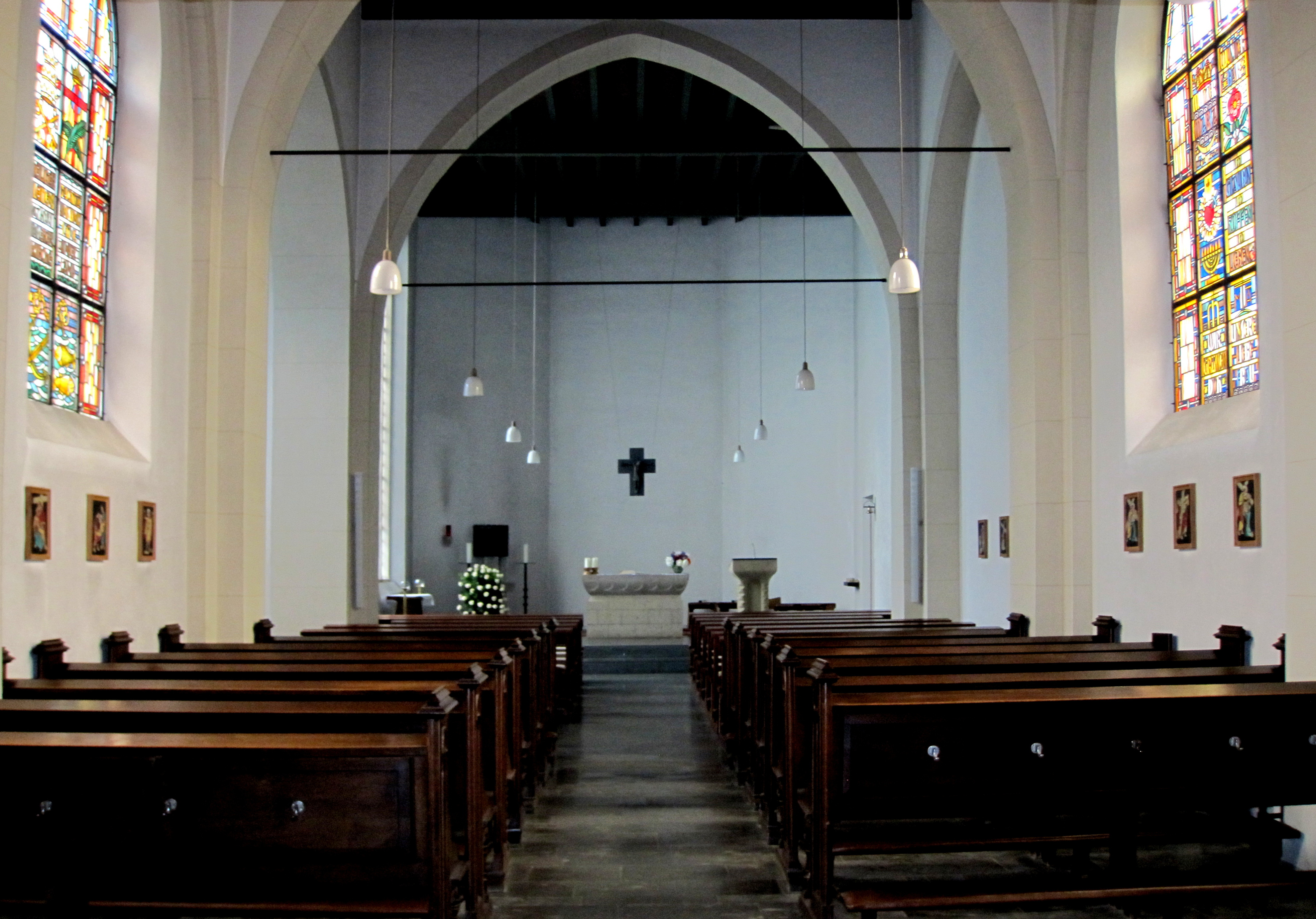
St. Clemens Kirchenschiff und Chor

Die weiß verputzte Kirche mit vorgestelltem Westturm wird von zwei pultdachgedeckten Anbauten flankiert. Das Kirchenportal liegt im Turm, der mit einem Satteldach gedeckt ist.
In einem Anbau des Kirchengebäudes befinden sich die Sakristei sowie das Pfarrheim mit mehreren Räumen.
Für die einschiffige Kirche wurde sowohl im Langhaus als auch im Chor statt eines Deckengewölbes eine flache Holzdecke gewählt. Die auf Wandvorlagen ruhenden spitzbogigen Gurtbögen gliedern das Langhaus in drei Joche. Ein Gurtbogen markiert den Übergang des Kirchenschiffes in den durch zwei Stufen erhöhten Chorbereich.
Die vier spitzbogigen Glasfenster im Langhaus sind Werk des Kölner Künstlers Hans Hansen.
Die Orgel auf der freischwebenden Orgelempore lieferte 1937 die Orgelwerkstatt Fabritius aus Kaiserswerth. Die Orgelbaufirma Weimbs, übernahm nach dem Zweiten Weltkrieg die notwendigen Reparaturen und 1952 den Einbau in das neue Gebäude sowie 1990 eine Generalüberholung.
Von den drei Glocken ist die älteste die Marienglocke (Ave Maria) von 1935 aus der Glockengießerei in Apolda. Die zweite Glocke wurde 1949 und die Friedensglocke (Regina pacis) 1957 in der Glockengießerei Petit & Gebr. Edelbrock in Gescher gegossen. Auf der namenlosen Glocke von 1949 sind die Namen der Stifter und das Wappen des Domhofes mit dem Buchstaben D C, eine Abkürzung für Kölner Domkapitel als Erinnerung an die ehemaligen Besitzer des Domhofes in Herrig, eingegossen.

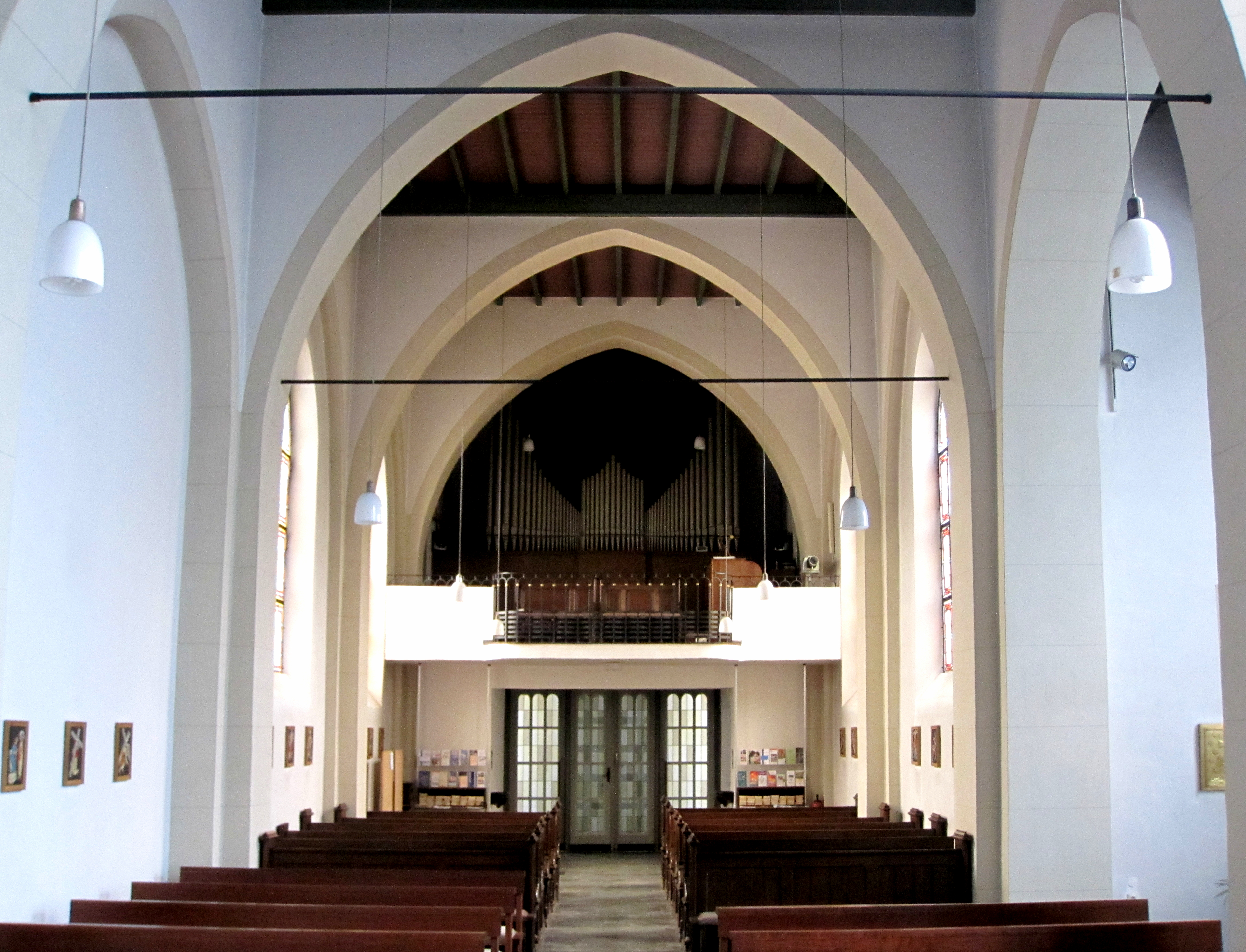
Blick zur Orgel
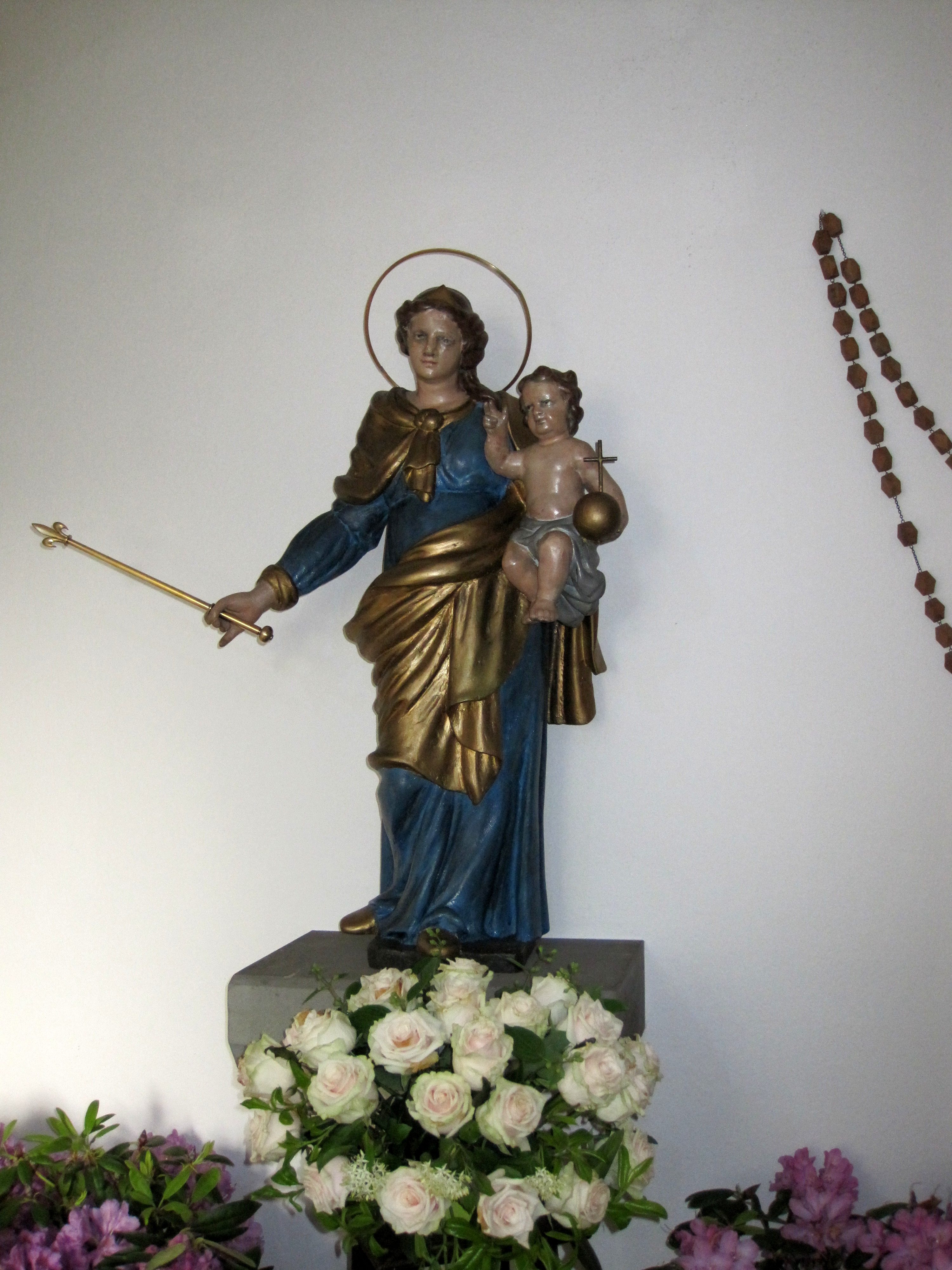
Maria mit Jesuskind und Zepter
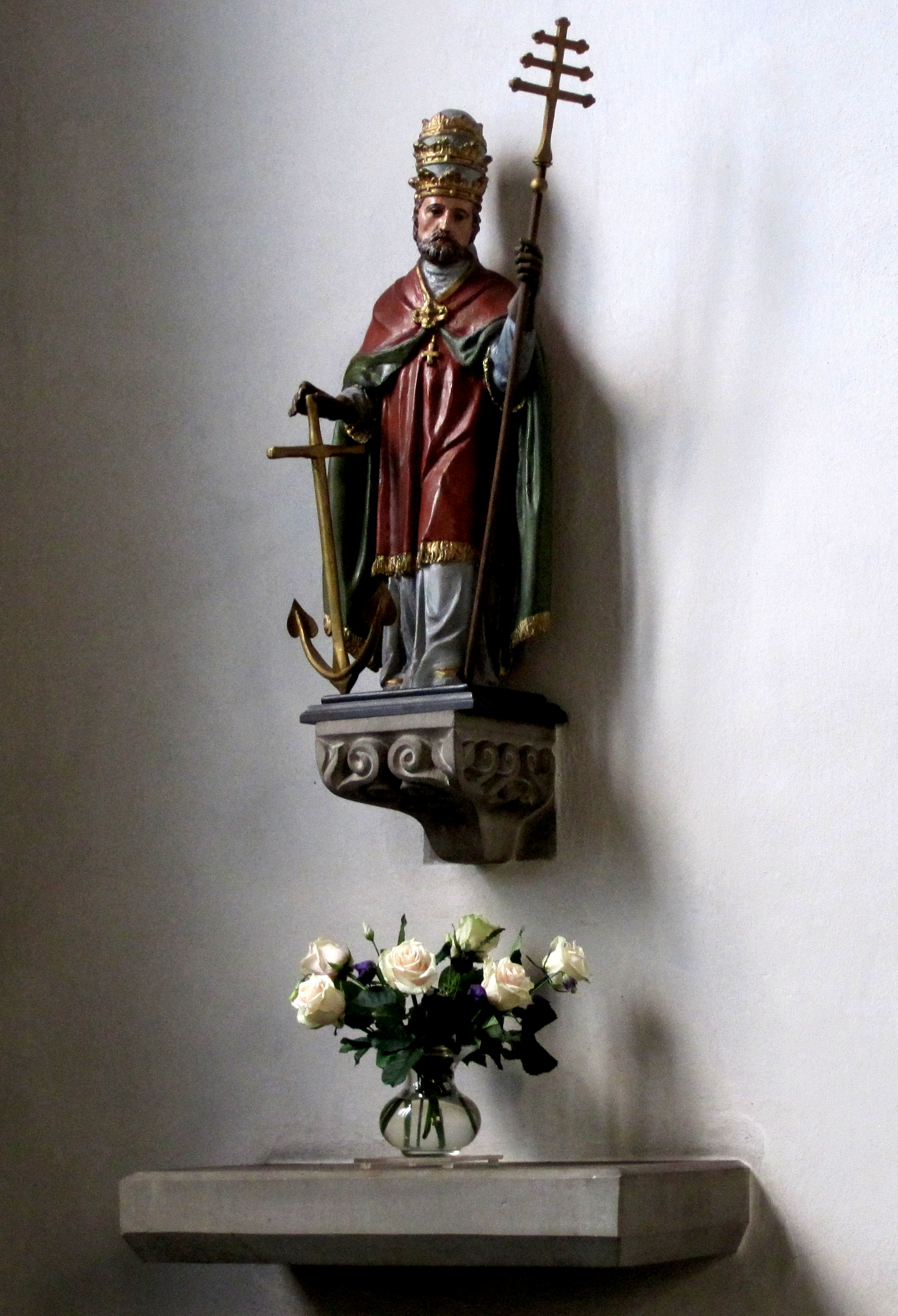
Pfarrpatron St. Clemens
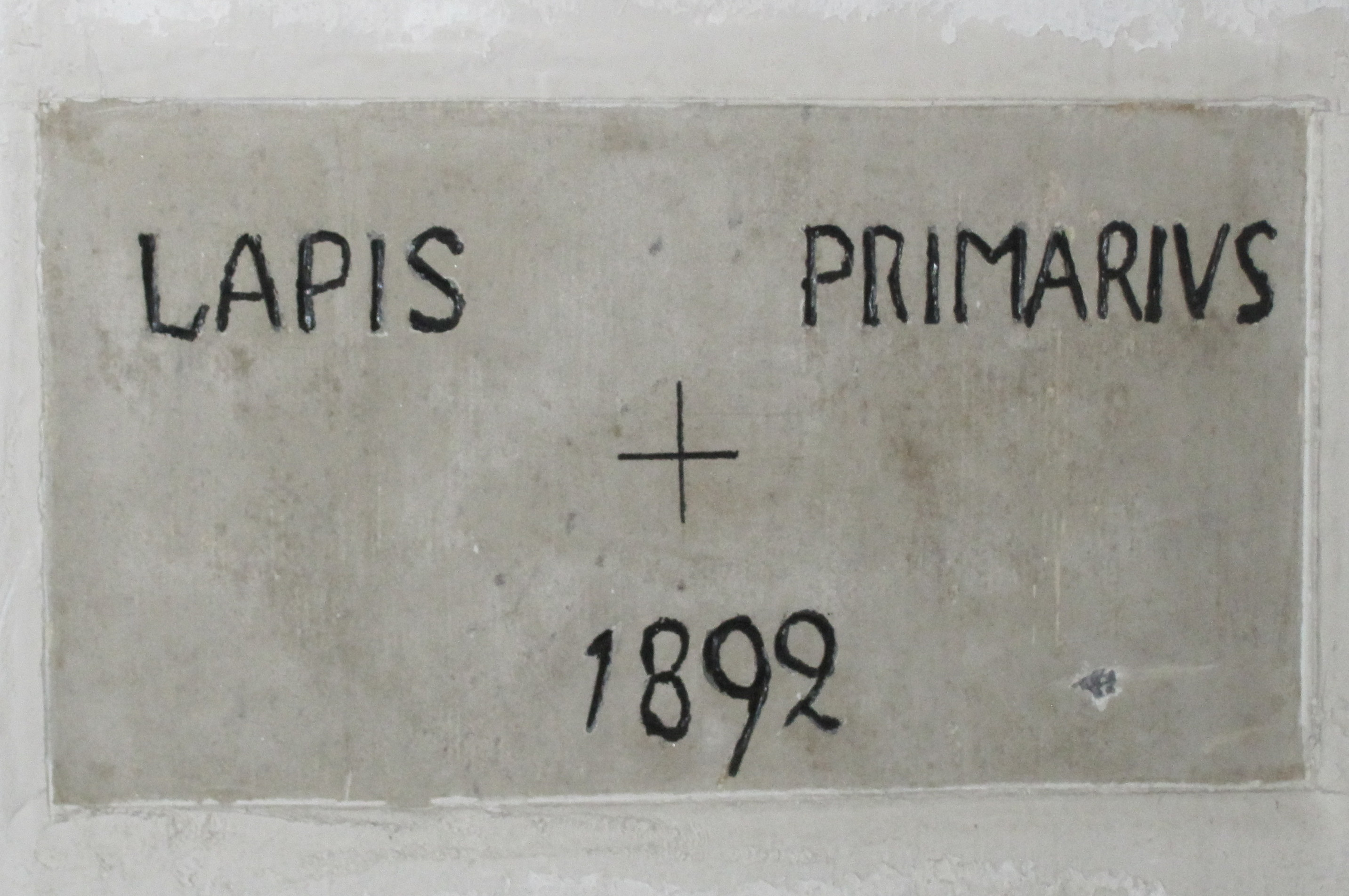
Eingemauerter Grundstein von 1892

## Ausstattung
- Altar, Ambo, Kreuz und Tabernakel von Olaf Höhnen (1997)
- St. Clemens, der Pfarrpatron (20. Jahrhundert), eine Nachbildung der beschädigten St. Clemens-Figur aus dem 18. Jahrhundert
- Maria mit Kind aus dem 18. Jahrhundert